# モーソンレイクス
モーソンレイクス(英語: Mawson Lakes)はオーストラリアサウスオーストラリア州アデレード大都市圏ソルズベリー市にある高級住宅街である。The Levelsとも言う。 モーソンレイクスのモーソンは、ダグラス・モーソンに敬意を表して付けられた名前である。
アデレード中心街からは北に12 km離れており、この地域には南オーストラリア大学がある。

## 交通
モーソンレイクスには、メインノースロード、
ソルズベリーハイウェイ、
ポートウェイクフィールドロードが通っており、一般的にモーソンレイクスからアデレードの中心街までは車で30分以内で到着する。
交通機関が発達しているものの、僅か3.9%の人が通勤でバスを、3.6%未満の人が電車を使っている。
鉄道はゴーラー線のモーソン駅がある。